# Acanthormius belokobylskiji
Acanthormius belokobylskiji är en stekelart som beskrevs av Chen och He 2000. Acanthormius belokobylskiji ingår i släktet Acanthormius och familjen bracksteklar. Inga underarter finns listade i Catalogue of Life.